# Tour de Belgique féminin 2022
La 10e édition du Tour de Belgique féminin, aussi dénommé Lotto Belgium Tour, a lieu du 28 juin au 1er juillet 2022. La course fait partie du calendrier UCI féminin en catégorie 2.1.
Agnieszka Skalniak gagne le prologue. Ally Wollaston s'impose au sprint le lendemain et prend la tête du classement général. Sur la dernière étape, Annemarie Worst se montre la plus rapide dans le mur de Grammont. Agnieszka Skalniak gagne le classement général devant Shari Bossuyt, meilleure jeune, et Ally Wollaston, vainqueur du classement par points. Loes Adegeest est la meilleure grimpeuse et Le col-Wahoo la meilleure équipe.

## Parcours
Un prologue a lieu à Chimay. Une étape plate suit avant la traditionnelle étape à Grammont avec plusieurs passage sur le mur.

## Équipes
| UCI Women's WorldTeam- Human Powered Health Équipes féminines continentales (9)- AG Insurance NXTG - Bingoal-Chevalmeire-Van Eyck Sport - Le col-Wahoo - Lotto Soudal Ladies - Multum Accountants - Parkhotel Valkenburg - Plantur-Pura - Rupelcleaning - St Michel-Auber 93 Équipes nationales (3)- Australie - Belgique - Pologne Équipe féminines amateur (8)- A.S.D. Women - Bianchi Hunt Morvelo - Isorex - Keukens Redant - Lviv Cycling Team - Proximus-Alphamotorhomes - S-bikes Doltcini - WV Schijndel |
| |

## Étapes
| Étape     | Date     | Villes étapes          | type            | Distance (km) | Vainqueur d'étape        | Leader du classement général |
| --------- | -------- | ---------------------- | --------------- | ------------- | ------------------------ | ---------------------------- |
| Prologue  | 28 juin  | Chimay – Chimay        | prologue        | 4,4           | Agnieszka Skalniak-Sójka | Agnieszka Skalniak-Sójka     |
| 1re étape | 29 juin  | Blankenberge – Dudzele | étape de plaine | 111           | Ally Wollaston           | Ally Wollaston               |
| 2e étape  | 1 juill. | Grammont – Grammont    | étape vallonnée | 108,5         | Annemarie Worst          | Agnieszka Skalniak-Sójka     |

## Déroulement de la course

### Prologue
Agnieszka Skalniak remporte le prologue.
| \| Classement de l'étape \| Classement de l'étape \| Classement de l'étape \| Classement de l'étape \| Classement de l'étape \| \| Coureuse \| Coureuse \| Pays \| Équipe \| Temps \| \| --------------------- \| ------------------------ \| --------------------- \| ------------------------------------ \| --------------------- \| \| 1re \| Agnieszka Skalniak-Sójka \| Pologne \| Atom Deweloper-Posciellux.pl-Wrocław \| 5 min 25 s \| \| 2e \| Mieke Kröger \| Allemagne \| Human Powered Health \| + 3 s \| \| 3e \| Ally Wollaston \| Nouvelle-Zélande \| AG Insurance NXTG \| + 4 s \| \| 4e \| Loes Adegeest \| Pays-Bas \| IBCT \| + 5 s \| \| 5e \| Elizabeth Holden \| Royaume-Uni \| Le Col-Wahoo \| + 6 s \| \| 6e \| Sara Van de Vel \| Belgique \| IBCT \| + 10 s \| \| 7e \| Dana Rožlapa \| Lettonie \| Keukens Redant \| + 10 s \| \| 8e \| Shari Bossuyt \| Belgique \| Canyon-SRAM Racing \| + 11 s \| \| 9e \| Georgie Howe \| Australie \| Keukens Redant \| + 12 s \| \| 10e \| Dominika Włodarczyk \| Pologne \| Atom Deweloper-Posciellux.pl-Wrocław \| + 15 s \| |                          |                  |                                      |            |
| |                          |                  |                                      |            |
| |                          |                  |                                      |            |
| Classement de l'étape |                          |                  |                                      |            |
| Coureuse | Coureuse                 | Pays             | Équipe                               | Temps      |
| 1re | Agnieszka Skalniak-Sójka | Pologne          | Atom Deweloper-Posciellux.pl-Wrocław | 5 min 25 s |
| 2e | Mieke Kröger             | Allemagne        | Human Powered Health                 | + 3 s      |
| 3e | Ally Wollaston           | Nouvelle-Zélande | AG Insurance NXTG                    | + 4 s      |
| 4e | Loes Adegeest            | Pays-Bas         | IBCT                                 | + 5 s      |
| 5e | Elizabeth Holden         | Royaume-Uni      | Le Col-Wahoo                         | + 6 s      |
| 6e | Sara Van de Vel          | Belgique         | IBCT                                 | + 10 s     |
| 7e | Dana Rožlapa             | Lettonie         | Keukens Redant                       | + 10 s     |
| 8e | Shari Bossuyt            | Belgique         | Canyon-SRAM Racing                   | + 11 s     |
| 9e | Georgie Howe             | Australie        | Keukens Redant                       | + 12 s     |
| 10e | Dominika Włodarczyk      | Pologne          | Atom Deweloper-Posciellux.pl-Wrocław | + 15 s     |

| \| Classement général \| Classement général \| Classement général \| Classement général \| Classement général \| \| Coureuse \| Coureuse \| Pays \| Équipe \| Temps \| \| ------------------ \| ------------------------ \| ------------------ \| ------------------------------------ \| ------------------ \| \| 1re \| Agnieszka Skalniak-Sójka \| Pologne \| Atom Deweloper-Posciellux.pl-Wrocław \| 5 min 25 s \| \| 2e \| Mieke Kröger \| Allemagne \| Human Powered Health \| + 3 s \| \| 3e \| Ally Wollaston \| Nouvelle-Zélande \| AG Insurance NXTG \| + 4 s \| \| 4e \| Loes Adegeest \| Pays-Bas \| IBCT \| + 5 s \| \| 5e \| Elizabeth Holden \| Royaume-Uni \| Le Col-Wahoo \| + 6 s \| \| 6e \| Sara Van de Vel \| Belgique \| IBCT \| + 10 s \| \| 7e \| Dana Rožlapa \| Lettonie \| Keukens Redant \| + 10 s \| \| 8e \| Shari Bossuyt \| Belgique \| Canyon-SRAM Racing \| + 11 s \| \| 9e \| Georgie Howe \| Australie \| Keukens Redant \| + 12 s \| \| 10e \| Dominika Włodarczyk \| Pologne \| Atom Deweloper-Posciellux.pl-Wrocław \| + 15 s \| |                          |                  |                                      |            |
| |                          |                  |                                      |            |
| |                          |                  |                                      |            |
| Classement général |                          |                  |                                      |            |
| Coureuse | Coureuse                 | Pays             | Équipe                               | Temps      |
| 1re | Agnieszka Skalniak-Sójka | Pologne          | Atom Deweloper-Posciellux.pl-Wrocław | 5 min 25 s |
| 2e | Mieke Kröger             | Allemagne        | Human Powered Health                 | + 3 s      |
| 3e | Ally Wollaston           | Nouvelle-Zélande | AG Insurance NXTG                    | + 4 s      |
| 4e | Loes Adegeest            | Pays-Bas         | IBCT                                 | + 5 s      |
| 5e | Elizabeth Holden         | Royaume-Uni      | Le Col-Wahoo                         | + 6 s      |
| 6e | Sara Van de Vel          | Belgique         | IBCT                                 | + 10 s     |
| 7e | Dana Rožlapa             | Lettonie         | Keukens Redant                       | + 10 s     |
| 8e | Shari Bossuyt            | Belgique         | Canyon-SRAM Racing                   | + 11 s     |
| 9e | Georgie Howe             | Australie        | Keukens Redant                       | + 12 s     |
| 10e | Dominika Włodarczyk      | Pologne          | Atom Deweloper-Posciellux.pl-Wrocław | + 15 s     |

### 1reétape
Le sprint voit une lutte entre Shari Bossuyt et Ally Wollaston. Cette dernière s'impose pour quelques centimètres et prend la tête du classement général.
| \| Classement de l'étape \| Classement de l'étape \| Classement de l'étape \| Classement de l'étape \| Classement de l'étape \| \| Coureuse \| Coureuse \| Pays \| Équipe \| Temps \| \| --------------------- \| ------------------------ \| --------------------- \| ------------------------ \| --------------------- \| \| 1re \| Ally Wollaston \| Nouvelle-Zélande \| AG Insurance NXTG \| 2 h 34 min 46 s \| \| 2e \| Shari Bossuyt \| Belgique \| Belgique \| + 0 s \| \| 3e \| Agnieszka Skalniak-Sójka \| Pologne \| Pologne \| + 0 s \| \| 4e \| Susanne Meistrok \| Pays-Bas \| Proximus-Alphamotorhomes \| + 0 s \| \| 5e \| Alice McWilliam \| Royaume-Uni \| Bianchi Dama \| + 0 s \| \| 6e \| Scarlett Souren \| Pays-Bas \| WV Schijndel \| + 0 s \| \| 7e \| Cecilia van Zuthem \| Pays-Bas \| WV Schijndel \| + 0 s \| \| 8e \| Jesse Vandenbulcke \| Belgique \| Le Col-Wahoo \| + 0 s \| \| 9e \| Georgie Howe \| Australie \| Keukens Redant \| + 0 s \| \| 10e \| Femke van Goethem \| Belgique \| Keukens Redant \| + 0 s \| |                          |                  |                          |                 |
| |                          |                  |                          |                 |
| |                          |                  |                          |                 |
| Classement de l'étape |                          |                  |                          |                 |
| Coureuse | Coureuse                 | Pays             | Équipe                   | Temps           |
| 1re | Ally Wollaston           | Nouvelle-Zélande | AG Insurance NXTG        | 2 h 34 min 46 s |
| 2e | Shari Bossuyt            | Belgique         | Belgique                 | + 0 s           |
| 3e | Agnieszka Skalniak-Sójka | Pologne          | Pologne                  | + 0 s           |
| 4e | Susanne Meistrok         | Pays-Bas         | Proximus-Alphamotorhomes | + 0 s           |
| 5e | Alice McWilliam          | Royaume-Uni      | Bianchi Dama             | + 0 s           |
| 6e | Scarlett Souren          | Pays-Bas         | WV Schijndel             | + 0 s           |
| 7e | Cecilia van Zuthem       | Pays-Bas         | WV Schijndel             | + 0 s           |
| 8e | Jesse Vandenbulcke       | Belgique         | Le Col-Wahoo             | + 0 s           |
| 9e | Georgie Howe             | Australie        | Keukens Redant           | + 0 s           |
| 10e | Femke van Goethem        | Belgique         | Keukens Redant           | + 0 s           |

| \| Classement général \| Classement général \| Classement général \| Classement général \| Classement général \| \| Coureuse \| Coureuse \| Pays \| Équipe \| Temps \| \| ------------------ \| ------------------------ \| ------------------ \| -------------------- \| ------------------ \| \| 1re \| Ally Wollaston \| Nouvelle-Zélande \| AG Insurance NXTG \| 2 h 40 min 02 s \| \| 2e \| Agnieszka Skalniak-Sójka \| Pologne \| Pologne \| + 5 s \| \| 3e \| Mieke Kröger \| Allemagne \| Human Powered Health \| + 12 s \| \| 4e \| Shari Bossuyt \| Belgique \| Belgique \| + 14 s \| \| 5e \| Loes Adegeest \| Pays-Bas \| IBCT \| + 14 s \| \| 6e \| Elizabeth Holden \| Royaume-Uni \| Le Col-Wahoo \| + 15 s \| \| 7e \| Sara Van de Vel \| Belgique \| IBCT \| + 19 s \| \| 8e \| Dana Rožlapa \| Lettonie \| Keukens Redant \| + 19 s \| \| 9e \| Jesse Vandenbulcke \| Belgique \| Le Col-Wahoo \| + 20 s \| \| 10e \| Georgie Howe \| Australie \| Keukens Redant \| + 21 s \| |                          |                  |                      |                 |
| |                          |                  |                      |                 |
| |                          |                  |                      |                 |
| Classement général |                          |                  |                      |                 |
| Coureuse | Coureuse                 | Pays             | Équipe               | Temps           |
| 1re | Ally Wollaston           | Nouvelle-Zélande | AG Insurance NXTG    | 2 h 40 min 02 s |
| 2e | Agnieszka Skalniak-Sójka | Pologne          | Pologne              | + 5 s           |
| 3e | Mieke Kröger             | Allemagne        | Human Powered Health | + 12 s          |
| 4e | Shari Bossuyt            | Belgique         | Belgique             | + 14 s          |
| 5e | Loes Adegeest            | Pays-Bas         | IBCT                 | + 14 s          |
| 6e | Elizabeth Holden         | Royaume-Uni      | Le Col-Wahoo         | + 15 s          |
| 7e | Sara Van de Vel          | Belgique         | IBCT                 | + 19 s          |
| 8e | Dana Rožlapa             | Lettonie         | Keukens Redant       | + 19 s          |
| 9e | Jesse Vandenbulcke       | Belgique         | Le Col-Wahoo         | + 20 s          |
| 10e | Georgie Howe             | Australie        | Keukens Redant       | + 21 s          |

### 2eétape
L'étape se déroule sous une pluie battante. Cela provoque une importante sélection dans le peloton. La victoire se joue dans la dernière montée du mur de Grammont. Annemarie Worst gagne. Ally Wollaston perd des secondes et c'est Agnieszka Skalniak qui s'impose au général,.
| \| Classement de l'étape \| Classement de l'étape \| Classement de l'étape \| Classement de l'étape \| Classement de l'étape \| \| Coureuse \| Coureuse \| Pays \| Équipe \| Temps \| \| --------------------- \| ------------------------ \| --------------------- \| --------------------- \| --------------------- \| \| 1re \| Annemarie Worst \| Pays-Bas \| Plantur-Pura \| 3 h 10 min 31 s \| \| 2e \| Shari Bossuyt \| Belgique \| Belgique \| + 1 s \| \| 3e \| Anne Van Rooijen \| Pays-Bas \| Parkhotel Valkenburg \| + 1 s \| \| 4e \| Agnieszka Skalniak-Sójka \| Pologne \| Pologne \| + 1 s \| \| 5e \| Elizabeth Holden \| Royaume-Uni \| Le Col-Wahoo \| + 4 s \| \| 6e \| Loes Adegeest \| Pays-Bas \| IBCT \| + 9 s \| \| 7e \| Alice Towers \| Royaume-Uni \| Le Col-Wahoo \| + 13 s \| \| 8e \| Inge van der Heijden \| Pays-Bas \| Plantur-Pura \| + 16 s \| \| 9e \| Nina Buysman \| Pays-Bas \| Human Powered Health \| + 17 s \| \| 10e \| Femke Markus \| Pays-Bas \| Parkhotel Valkenburg \| + 18 s \| |                          |             |                      |                 |
| |                          |             |                      |                 |
| |                          |             |                      |                 |
| Classement de l'étape |                          |             |                      |                 |
| Coureuse | Coureuse                 | Pays        | Équipe               | Temps           |
| 1re | Annemarie Worst          | Pays-Bas    | Plantur-Pura         | 3 h 10 min 31 s |
| 2e | Shari Bossuyt            | Belgique    | Belgique             | + 1 s           |
| 3e | Anne Van Rooijen         | Pays-Bas    | Parkhotel Valkenburg | + 1 s           |
| 4e | Agnieszka Skalniak-Sójka | Pologne     | Pologne              | + 1 s           |
| 5e | Elizabeth Holden         | Royaume-Uni | Le Col-Wahoo         | + 4 s           |
| 6e | Loes Adegeest            | Pays-Bas    | IBCT                 | + 9 s           |
| 7e | Alice Towers             | Royaume-Uni | Le Col-Wahoo         | + 13 s          |
| 8e | Inge van der Heijden     | Pays-Bas    | Plantur-Pura         | + 16 s          |
| 9e | Nina Buysman             | Pays-Bas    | Human Powered Health | + 17 s          |
| 10e | Femke Markus             | Pays-Bas    | Parkhotel Valkenburg | + 18 s          |

## Classements finals

### Classement général final
| \| Classement général \| Classement général \| Classement général \| Classement général \| Classement général \| \| Coureuse \| Coureuse \| Pays \| Équipe \| Temps \| \| ------------------ \| ------------------------ \| ------------------ \| -------------------- \| ------------------ \| \| 1re \| Agnieszka Skalniak-Sójka \| Pologne \| Pologne \| 5 h 50 min 39 s \| \| 2e \| Shari Bossuyt \| Belgique \| Belgique \| + 3 s \| \| 3e \| Ally Wollaston \| Nouvelle-Zélande \| AG Insurance NXTG \| + 11 s \| \| 4e \| Elizabeth Holden \| Royaume-Uni \| Le Col-Wahoo \| + 13 s \| \| 5e \| Loes Adegeest \| Pays-Bas \| IBCT \| + 17 s \| \| 6e \| Annemarie Worst \| Pays-Bas \| Plantur-Pura \| + 29 s \| \| 7e \| Anne Van Rooijen \| Pays-Bas \| Parkhotel Valkenburg \| + 30 s \| \| 8e \| Femke Markus \| Pays-Bas \| Parkhotel Valkenburg \| + 34 s \| \| 9e \| Nina Buysman \| Pays-Bas \| Human Powered Health \| + 36 s \| \| 10e \| Alice Towers \| Royaume-Uni \| Le Col-Wahoo \| + 41 s \| |                          |                  |                      |                 |
| |                          |                  |                      |                 |
| |                          |                  |                      |                 |
| Classement général |                          |                  |                      |                 |
| Coureuse | Coureuse                 | Pays             | Équipe               | Temps           |
| 1re | Agnieszka Skalniak-Sójka | Pologne          | Pologne              | 5 h 50 min 39 s |
| 2e | Shari Bossuyt            | Belgique         | Belgique             | + 3 s           |
| 3e | Ally Wollaston           | Nouvelle-Zélande | AG Insurance NXTG    | + 11 s          |
| 4e | Elizabeth Holden         | Royaume-Uni      | Le Col-Wahoo         | + 13 s          |
| 5e | Loes Adegeest            | Pays-Bas         | IBCT                 | + 17 s          |
| 6e | Annemarie Worst          | Pays-Bas         | Plantur-Pura         | + 29 s          |
| 7e | Anne Van Rooijen         | Pays-Bas         | Parkhotel Valkenburg | + 30 s          |
| 8e | Femke Markus             | Pays-Bas         | Parkhotel Valkenburg | + 34 s          |
| 9e | Nina Buysman             | Pays-Bas         | Human Powered Health | + 36 s          |
| 10e | Alice Towers             | Royaume-Uni      | Le Col-Wahoo         | + 41 s          |

### Barème des points UCI
| Position           | 1er | 2e | 3e | 4e | 5e | 6e | 7e | 8e | 9e | 10e | 11e | 12e | 13e à 15e | 16e à 25e |
| Classement général | 125 | 85 | 70 | 60 | 50 | 40 | 35 | 30 | 25 | 20  | 15  | 10  | 5         | 3         |
| Par étape          | 16  | 12 | 8  | 6  | 5  | 4  | 3  | 2  |    |     |     |     |           |           |
| Leader, par étape  | 3   |    |    |    |    |    |    |    |    |     |     |     |           |           |

### Classements annexes

#### Classement par points
| Classement par points | Classement par points    | Classement par points | Classement par points    | Classement par points |
| Coureuse              | Coureuse                 | Pays                  | Équipe                   | Points                |
| --------------------- | ------------------------ | --------------------- | ------------------------ | --------------------- |
| 1re                   | Ally Wollaston           | Nouvelle-Zélande      | AG Insurance NXTG        | 40 pts                |
| 2e                    | Shari Bossuyt            | Belgique              | Belgique                 | 30 pts                |
| 3e                    | Agnieszka Skalniak-Sójka | Pologne               | Pologne                  | 22 pts                |
| 4e                    | Femke Markus             | Pays-Bas              | Parkhotel Valkenburg     | 21 pts                |
| 5e                    | Annemarie Worst          | Pays-Bas              | Plantur-Pura             | 20 pts                |
| 6e                    | Jesse Vandenbulcke       | Belgique              | Le Col-Wahoo             | 15 pts                |
| 7e                    | Anne Van Rooijen         | Pays-Bas              | Parkhotel Valkenburg     | 14 pts                |
| 8e                    | Ilse Pluimers            | Pays-Bas              | AG Insurance NXTG        | 10 pts                |
| 9e                    | Susanne Meistrok         | Pays-Bas              | Proximus-Alphamotorhomes | 10 pts                |
| 10e                   | Elizabeth Holden         | Royaume-Uni           | Le Col-Wahoo             | 8 pts                 |

#### Classement de la meilleure grimpeuse
| Classement de la montagne | Classement de la montagne | Classement de la montagne | Classement de la montagne | Classement de la montagne |
| Coureuse                  | Coureuse                  | Pays                      | Équipe                    | Points                    |
| ------------------------- | ------------------------- | ------------------------- | ------------------------- | ------------------------- |
| 1re                       | Loes Adegeest             | Pays-Bas                  | IBCT                      | 10 pts                    |
| 2e                        | Aniek van Alphen          | Pays-Bas                  | Plantur-Pura              | 10 pts                    |
| 3e                        | Dominika Włodarczyk       | Pologne                   | Pologne                   | 10 pts                    |
| 4e                        | Annemarie Worst           | Pays-Bas                  | Plantur-Pura              | 9 pts                     |
| 5e                        | Elizabeth Holden          | Royaume-Uni               | Le Col-Wahoo              | 7 pts                     |
| 6e                        | Shari Bossuyt             | Belgique                  | Belgique                  | 6 pts                     |
| 7e                        | Kirstie van Haaften       | Pays-Bas                  | Parkhotel Valkenburg      | 5 pts                     |
| 8e                        | Evy Kuijpers              | Pays-Bas                  | Human Powered Health      | 5 pts                     |
| 9e                        | Barbara Malcotti          | Italie                    | Human Powered Health      | 5 pts                     |
| 10e                       | Alice Towers              | Royaume-Uni               | Le Col-Wahoo              | 4 pts                     |

#### Classement de la meilleure jeune
| Classement du meilleur jeune | Classement du meilleur jeune | Classement du meilleur jeune | Classement du meilleur jeune | Classement du meilleur jeune |
| Coureuse                     | Coureuse                     | Pays                         | Équipe                       | Temps                        |
| ---------------------------- | ---------------------------- | ---------------------------- | ---------------------------- | ---------------------------- |
| 1re                          | Shari Bossuyt                | Belgique                     | Belgique                     | 5 h 50 min 42 s              |
| 2e                           | Ally Wollaston               | Nouvelle-Zélande             | AG Insurance NXTG            | + 8 s                        |
| 3e                           | Anne Van Rooijen             | Pays-Bas                     | Parkhotel Valkenburg         | + 27 s                       |
| 4e                           | Alice Towers                 | Royaume-Uni                  | Le Col-Wahoo                 | + 38 s                       |
| 5e                           | Dominika Włodarczyk          | Pologne                      | Pologne                      | + 38 s                       |
| 6e                           | Marthe Goossens              | Belgique                     | Multum Accountants           | + 1 min 18 s                 |
| 7e                           | Laura Molenaar               | Pays-Bas                     | WV Schijndel                 | + 2 min 22 s                 |
| 8e                           | Henrietta Christie           | Nouvelle-Zélande             | Human Powered Health         | + 2 min 56 s                 |
| 9e                           | Ilse Pluimers                | Pays-Bas                     | AG Insurance NXTG            | + 3 min 39 s                 |
| 10e                          | Barbara Malcotti             | Italie                       | Human Powered Health         | + 4 min 11 s                 |

#### Classement de la meilleure équipe
| Classement par équipes | Classement par équipes | Classement par équipes | Classement par équipes |
| Équipe                 | Équipe                 | Pays                   | Temps                  |
| ---------------------- | ---------------------- | ---------------------- | ---------------------- |
| 1re                    | Le col-Wahoo           | Royaume-Uni            | 17 h 33 min 31 s       |
| 2e                     | Plantur-Pura           | Belgique               | + 22 s                 |
| 3e                     | Parkhotel Valkenburg   | Pays-Bas               | + 1 min 24 s           |

## Évolution des classements
| Étape              |                    | Vainqueur _              | Classement général       | Classement par points    | Meilleure grimpeuse _ | Meilleure jeune | Meilleure équipe _ |
| ------------------ | ------------------ | ------------------------ | ------------------------ | ------------------------ | --------------------- | --------------- | ------------------ |
| Prologue           | prologue           | Agnieszka Skalniak-Sójka | Agnieszka Skalniak-Sójka | Agnieszka Skalniak-Sójka | non attribué          | Ally Wollaston  | Le col-Wahoo       |
| 1re étape          | étape de plaine    | Ally Wollaston           | Ally Wollaston           | Ally Wollaston           | non attribué          | Ally Wollaston  | Le col-Wahoo       |
| 2e étape           | étape vallonnée    | Annemarie Worst          | Agnieszka Skalniak-Sójka | Ally Wollaston           | Loes Adegeest         | Shari Bossuyt   | Le col-Wahoo       |
| Classements finals | Classements finals |                          | Agnieszka Skalniak-Sójka | Ally Wollaston           | Loes Adegeest         | Shari Bossuyt   | Le col-Wahoo       |

## Liste des participantes
| Légende                             | Légende | Légende                                | Légende                                                                                              |
| ----------------------------------- | --- | -------------------------------------- | --- |
| Num                                 | Dossard de départ porté par la coureuse sur ce Tour de Belgique féminin                                       | Pos                                    | Position finale au classement général                                                                |
| Leader du classement général        | Indique la vainqueur du classement général                                                                    | Leader du classement par points        | Indique la vainqueur du classement par points                                                        |
| Leader du classement de la montagne | Indique la vainqueur du classement de la montagne                                                             | Leader du classement du meilleur jeune | Indique la vainqueur du classement de la meilleure jeune                                             |
|                                     | Indique un maillot de champion national ou mondial, suivi de sa spécialité                                    | #                                      | Indique la meilleure équipe                                                                          |
| NP                                  | Indique une coureuse qui n'a pas pris le départ d'une étape, suivi du numéro de l'étape où elle s'est retirée | AB                                     | Indique une coureuse qui n'a pas terminé une étape, suivi du numéro de l'étape où elle s'est retirée |
| HD                                  | Indique un coureuse qui a terminé une étape hors des délais, suivi du numéro de l'étape                       | DSQ                                    | Indique un coureur qui a été disqualifié de la course, suivi du numéro de l'étape                    |
| *                                   | Indique un coureuse en lice pour le classement de la meilleure jeune (coureuses nées après le )               |                                        | |

| Human Powered Health HPW | Human Powered Health HPW | Human Powered Health HPW |
| ------------------------ | ------------------------ | ------------------------ |
| Num                      | Coureuse                 | Pos                      |
| 1                        | Nina Buysman (NED)       | 9e                       |
| 2                        | Henrietta Christie (NZL) | 23e                      |
| 3                        | Mieke Kröger (GER)       | AB                       |
| 4                        | Evy Kuijpers (NED)       | 21e                      |
| 5                        | Marit Raaijmakers (NED)  | AB                       |
| 6                        | Barbara Malcotti (ITA)   | 27e                      |

| Parkhotel Valkenburg PHV | Parkhotel Valkenburg PHV   | Parkhotel Valkenburg PHV |
| ------------------------ | -------------------------- | ------------------------ |
| Num                      | Coureuse                   | Pos                      |
| 11                       | Marith Vanhove (BEL)       | 42e                      |
| 12                       | Lieke Nooijen (NED)        | 39e                      |
| 13                       | Rosalie Van der Wolf (NED) | 56e                      |
| 14                       | Anne Van Rooijen (NED)     | 7e                       |
| 15                       | Femke Markus (NED)         | 8e                       |
| 16                       | Kirstie van Haaften (NED)  | 18e                      |

| Plantur-Pura PLP | Plantur-Pura PLP                 | Plantur-Pura PLP |
| ---------------- | -------------------------------- | ---------------- |
| Num              | Coureuse                         | Pos              |
| 21               | Ceylin del Carmen Alvarado (NED) | 14e              |
| 22               | Annemarie Worst (NED)            | 6e               |
| 23               | Inge van der Heijden (NED)       | 13e              |
| 24               | Marion Norbert-Riberolle (BEL)   | AB               |
| 25               | Manon Bakker (NED)               | 49e              |
| 26               | Aniek van Alphen (NED)           | 16e              |

| Le Col-Wahoo DRP | Le Col-Wahoo DRP              | Le Col-Wahoo DRP |
| ---------------- | ----------------------------- | ---------------- |
| Num              | Coureuse                      | Pos              |
| 31               | Elizabeth Holden (GBR)        | 4e               |
| 32               | Marjolein van 't Geloof (NED) | AB               |
| 33               | Alice Towers (GBR) (route)    |                  |
| 34               | Jesse Vandenbulcke (BEL)      | 12e              |
| 35               | Gladys Verhulst (FRA)         | AB               |
| 36               | Eva van Agt (NED)             | 26e              |

| AG Insurance NXTG AGI | AG Insurance NXTG AGI   | AG Insurance NXTG AGI |
| --------------------- | ----------------------- | --------------------- |
| Num                   | Coureuse                | Pos                   |
| 41                    | Senne Knaven (BEL)      | 50e                   |
| 42                    | Britt Knaven (BEL)      | AB                    |
| 43                    | Eline Van Rooijen (NED) | 38e                   |
| 44                    | Ilse Pluimers (NED)     | 25e                   |
| 45                    | Maud Rijnbeek (NED)     | AB                    |
| 46                    | Ally Wollaston (NZL)    | 3e                    |

| St Michel-Auber 93 AUB | St Michel-Auber 93 AUB | St Michel-Auber 93 AUB |
| ---------------------- | ---------------------- | ---------------------- |
| Num                    | Coureuse               | Pos                    |
| 51                     | Alison Avoine (FRA)    | 64e                    |
| 52                     | Élodie Le Bail (FRA)   | AB                     |
| 53                     | Coralie Demay (FRA)    | 46e                    |
| 54                     | Barbara Fonseca (FRA)  | AB                     |
| 55                     | Margot Pompanon (FRA)  | 47e                    |
| 56                     | Perrine Clauzel (FRA)  | AB                     |

| Bingoal-Chevalmeire-Van Eyck Sport BCV | Bingoal-Chevalmeire-Van Eyck Sport BCV | Bingoal-Chevalmeire-Van Eyck Sport BCV |
| -------------------------------------- | -------------------------------------- | -------------------------------------- |
| Num                                    | Coureuse                               | Pos                                    |
| 71                                     | Danique Braam (NED)                    | AB                                     |
| 72                                     | Lotte Popelier (BEL)                   | AB                                     |
| 73                                     | Minke Bakker (NED)                     | AB                                     |
| 74                                     | Julie Hendrickx (BEL)                  | 73e                                    |
| 75                                     | Caren Commissaris (NED)                | 65e                                    |
| 76                                     | Olha Kulynych (UKR)                    | 35e                                    |

| IBCT IBC | IBCT IBC               | IBCT IBC |
| -------- | ---------------------- | -------- |
| Num      | Coureuse               | Pos      |
| 81       | Loes Adegeest (NED)    | 5e       |
| 82       | Sara Van de Vel (BEL)  | 24e      |
| 83       | Fien Van Eynde (BEL)   | 33e      |
| 84       | Svenja Betz (GER)      | 34e      |
| 85       | Fiona Mangan (IRL)     | 57e      |
| 86       | Antonia Gröndahl (FIN) | 53e      |

| Multum Accountants MUL | Multum Accountants MUL   | Multum Accountants MUL |
| ---------------------- | ------------------------ | ---------------------- |
| Num                    | Coureuse                 | Pos                    |
| 91                     | Mareille Meijering (NED) | AB                     |
| 92                     | Marthe Goossens (BEL)    | 15e                    |
| 93                     | Juliet Eickhof (NED)     | AB                     |
| 94                     | Camille Devigne (FRA)    | 58e                    |

| Lotto Soudal Ladies LSL | Lotto Soudal Ladies LSL | Lotto Soudal Ladies LSL |
| ----------------------- | ----------------------- | ----------------------- |
| Num                     | Coureuse                | Pos                     |
| 101                     | Kristýna Burlová (CZE)  | AB                      |
| 102                     | Katrijn De Clercq (BEL) | 40e                     |
| 103                     | Mieke Docx (BEL)        | 41e                     |
| 104                     | Eefje Brandt (BEL)      | AB                      |
| 105                     | Ines Van de Paar (BEL)  | AB                      |
| 106                     | Sterre Vervloet (BEL)   | 52e                     |

| Proximus-Alphamotorhomes ___ | Proximus-Alphamotorhomes ___ | Proximus-Alphamotorhomes ___ |
| ---------------------------- | ---------------------------- | ---------------------------- |
| Num                          | Coureuse                     | Pos                          |
| 111                          | Alicia Franck (BEL)          | 17e                          |
| 112                          | Jinse Peeters (BEL)          | AB                           |
| 113                          | Ilse Grit (NED)              | 48e                          |
| 114                          | Nienke Wasmus (NED)          | 44e                          |
| 115                          | Susanne Meistrok (NED)       | 55e                          |
| 116                          | Tessa Neefjes (NED)          | 43e                          |

| Australie AUS | Australie AUS            | Australie AUS |
| ------------- | ------------------------ | ------------- |
| Num           | Coureuse                 | Pos           |
| 121           | Lauren Perry             | AB            |
| 122           | Amber Pate               | 19e           |
| 123           | Sophie Edwards           | 31e           |
| 124           | Josie Talbot (route)     | 69e           |
| 125           | Alexandra Martin-Wallace | AB            |

| Belgique BEL | Belgique BEL      | Belgique BEL |
| ------------ | ----------------- | ------------ |
| Num          | Coureuse          | Pos          |
| 131          | Shari Bossuyt     | 2e           |
| 132          | Alana Castrique   | 28e          |
| 133          | Ellen Van Loy     | 61e          |
| 134          | Laura Verdonschot | 63e          |
| 135          | Suzanne Verhoeven | AB           |
| 136          | Jana Dobbelaere   | 68e          |

| Pologne POL | Pologne POL                      | Pologne POL |
| ----------- | -------------------------------- | ----------- |
| Num         | Coureuse                         | Pos         |
| 141         | Karolina Karasiewicz             | AB          |
| 142         | Dominika Włodarczyk              | 11e         |
| 143         | Kamilla Mrozowska                | AB          |
| 144         | Natalia Krzeslak                 | 29e         |
| 145         | Agnieszka Skalniak-Sójka (route) |             |
| 146         | Aurela Nerlo                     | AB          |

| Lviv Cycling Team LCW | Lviv Cycling Team LCW      | Lviv Cycling Team LCW |
| --------------------- | -------------------------- | --------------------- |
| Num                   | Coureuse                   | Pos                   |
| 151                   | Alicia Evans (NZL)         | 67e                   |
| 152                   | Karolina Perekitko (POL)   | 74e                   |
| 153                   | Olena Sharga (UKR)         | AB                    |
| 154                   | Ida Sten (FIN)             | AB                    |
| 155                   | Daryna Nahuliak (UKR)      | AB                    |
| 156                   | Anastasiya Plotsidym (UKR) | AB                    |

| Isorex NoAqua Ladies Cycling ___ | Isorex NoAqua Ladies Cycling ___ | Isorex NoAqua Ladies Cycling ___ |
| -------------------------------- | -------------------------------- | -------------------------------- |
| Num                              | Coureuse                         | Pos                              |
| 161                              | Marieke de Groot (NED)           | 45e                              |
| 162                              | Hanna Theys (BEL)                | AB                               |
| 163                              | Anne-Sofie Dooms (BEL)           | AB                               |
| 164                              | Cato Cassiers (BEL)              | 37e                              |
| 165                              | Kim van den Steen (BEL)          | AB                               |
| 166                              | Michelle Geoghegan (IRL)         | AB                               |

| S-Bikes Doltcini ___ | S-Bikes Doltcini ___        | S-Bikes Doltcini ___ |
| -------------------- | --------------------------- | -------------------- |
| Num                  | Coureuse                    | Pos                  |
| 171                  | Laura Vainionpää (FIN)      | 59e                  |
| 172                  | Febe Schokkaert (BEL)       | 36e                  |
| 173                  | Saartje Vandenbroucke (BEL) | 32e                  |
| 174                  | Dina Scavone (BEL)          | AB                   |
| 175                  | Jade Lenaers (BEL)          | AB                   |
| 176                  | Nathalie Verschelden (BEL)  | AB                   |

| Keukens Redant ___ | Keukens Redant ___          | Keukens Redant ___ |
| ------------------ | --------------------------- | ------------------ |
| Num                | Coureuse                    | Pos                |
| 181                | Quinty van de Guchte (NED)  | 51e                |
| 182                | Lensy Debboudt (BEL)        | AB                 |
| 183                | Georgie Howe (AUS) (chrono) | 30e                |
| 184                | Dana Rožlapa (LAT) (chrono) | 20e                |
| 185                | Julie Sap (BEL)             | 54e                |
| 186                | Femke van Goethem (BEL)     | 60e                |

| WV Schijndel ___ | WV Schijndel ___         | WV Schijndel ___ |
| ---------------- | ------------------------ | ---------------- |
| Num              | Coureuse                 | Pos              |
| 191              | Lente Boskamp (NED)      | 70e              |
| 192              | Lisa Van Helvoirt (NED)  | 62e              |
| 193              | Laura Molenaar (NED)     | 22e              |
| 194              | Rose Kloese (NED)        | 72e              |
| 195              | Scarlett Souren (NED)    | AB               |
| 196              | Cecilia van Zuthem (NED) | AB               |

| Bianchi Dama ___ | Bianchi Dama ___      | Bianchi Dama ___ |
| ---------------- | --------------------- | ---------------- |
| Num              | Coureuse              | Pos              |
| 201              | Alice McWilliam (GBR) | 66e              |
| 202              | Tamsin Miller (GBR)   | AB               |
| 203              | Alderney Baker (GBR)  | AB               |
| 204              | Natasha Reddy (GBR)   | AB               |
| 205              | Dannielle Khan (GBR)  | AB               |

| A.S.D. Women ___ | A.S.D. Women ___         | A.S.D. Women ___ |
| ---------------- | ------------------------ | ---------------- |
| Num              | Coureuse                 | Pos              |
| 211              | Gaia Tortolina (ITA)     | AB               |
| 213              | Femke Verstichelen (BEL) | AB               |
| 214              | Emma Pratt (AUS)         | AB               |
| 215              | Lucie Fityus (AUS)       | 71e              |

| Human Powered Health HPW | Human Powered Health HPW | Human Powered Health HPW |
| ------------------------ | ------------------------ | ------------------------ |
| Num                      | Coureuse                 | Pos                      |
| 1                        | Nina Buysman (NED)       | 9e                       |
| 2                        | Henrietta Christie (NZL) | 23e                      |
| 3                        | Mieke Kröger (GER)       | AB                       |
| 4                        | Evy Kuijpers (NED)       | 21e                      |
| 5                        | Marit Raaijmakers (NED)  | AB                       |
| 6                        | Barbara Malcotti (ITA)   | 27e                      |

| Parkhotel Valkenburg PHV | Parkhotel Valkenburg PHV   | Parkhotel Valkenburg PHV |
| ------------------------ | -------------------------- | ------------------------ |
| Num                      | Coureuse                   | Pos                      |
| 11                       | Marith Vanhove (BEL)       | 42e                      |
| 12                       | Lieke Nooijen (NED)        | 39e                      |
| 13                       | Rosalie Van der Wolf (NED) | 56e                      |
| 14                       | Anne Van Rooijen (NED)     | 7e                       |
| 15                       | Femke Markus (NED)         | 8e                       |
| 16                       | Kirstie van Haaften (NED)  | 18e                      |

| Plantur-Pura PLP | Plantur-Pura PLP                 | Plantur-Pura PLP |
| ---------------- | -------------------------------- | ---------------- |
| Num              | Coureuse                         | Pos              |
| 21               | Ceylin del Carmen Alvarado (NED) | 14e              |
| 22               | Annemarie Worst (NED)            | 6e               |
| 23               | Inge van der Heijden (NED)       | 13e              |
| 24               | Marion Norbert-Riberolle (BEL)   | AB               |
| 25               | Manon Bakker (NED)               | 49e              |
| 26               | Aniek van Alphen (NED)           | 16e              |

| Le Col-Wahoo DRP | Le Col-Wahoo DRP              | Le Col-Wahoo DRP |
| ---------------- | ----------------------------- | ---------------- |
| Num              | Coureuse                      | Pos              |
| 31               | Elizabeth Holden (GBR)        | 4e               |
| 32               | Marjolein van 't Geloof (NED) | AB               |
| 33               | Alice Towers (GBR) (route)    |                  |
| 34               | Jesse Vandenbulcke (BEL)      | 12e              |
| 35               | Gladys Verhulst (FRA)         | AB               |
| 36               | Eva van Agt (NED)             | 26e              |

| AG Insurance NXTG AGI | AG Insurance NXTG AGI   | AG Insurance NXTG AGI |
| --------------------- | ----------------------- | --------------------- |
| Num                   | Coureuse                | Pos                   |
| 41                    | Senne Knaven (BEL)      | 50e                   |
| 42                    | Britt Knaven (BEL)      | AB                    |
| 43                    | Eline Van Rooijen (NED) | 38e                   |
| 44                    | Ilse Pluimers (NED)     | 25e                   |
| 45                    | Maud Rijnbeek (NED)     | AB                    |
| 46                    | Ally Wollaston (NZL)    | 3e                    |

| St Michel-Auber 93 AUB | St Michel-Auber 93 AUB | St Michel-Auber 93 AUB |
| ---------------------- | ---------------------- | ---------------------- |
| Num                    | Coureuse               | Pos                    |
| 51                     | Alison Avoine (FRA)    | 64e                    |
| 52                     | Élodie Le Bail (FRA)   | AB                     |
| 53                     | Coralie Demay (FRA)    | 46e                    |
| 54                     | Barbara Fonseca (FRA)  | AB                     |
| 55                     | Margot Pompanon (FRA)  | 47e                    |
| 56                     | Perrine Clauzel (FRA)  | AB                     |

| Bingoal-Chevalmeire-Van Eyck Sport BCV | Bingoal-Chevalmeire-Van Eyck Sport BCV | Bingoal-Chevalmeire-Van Eyck Sport BCV |
| -------------------------------------- | -------------------------------------- | -------------------------------------- |
| Num                                    | Coureuse                               | Pos                                    |
| 71                                     | Danique Braam (NED)                    | AB                                     |
| 72                                     | Lotte Popelier (BEL)                   | AB                                     |
| 73                                     | Minke Bakker (NED)                     | AB                                     |
| 74                                     | Julie Hendrickx (BEL)                  | 73e                                    |
| 75                                     | Caren Commissaris (NED)                | 65e                                    |
| 76                                     | Olha Kulynych (UKR)                    | 35e                                    |

| IBCT IBC | IBCT IBC               | IBCT IBC |
| -------- | ---------------------- | -------- |
| Num      | Coureuse               | Pos      |
| 81       | Loes Adegeest (NED)    | 5e       |
| 82       | Sara Van de Vel (BEL)  | 24e      |
| 83       | Fien Van Eynde (BEL)   | 33e      |
| 84       | Svenja Betz (GER)      | 34e      |
| 85       | Fiona Mangan (IRL)     | 57e      |
| 86       | Antonia Gröndahl (FIN) | 53e      |

| Multum Accountants MUL | Multum Accountants MUL   | Multum Accountants MUL |
| ---------------------- | ------------------------ | ---------------------- |
| Num                    | Coureuse                 | Pos                    |
| 91                     | Mareille Meijering (NED) | AB                     |
| 92                     | Marthe Goossens (BEL)    | 15e                    |
| 93                     | Juliet Eickhof (NED)     | AB                     |
| 94                     | Camille Devigne (FRA)    | 58e                    |

| Lotto Soudal Ladies LSL | Lotto Soudal Ladies LSL | Lotto Soudal Ladies LSL |
| ----------------------- | ----------------------- | ----------------------- |
| Num                     | Coureuse                | Pos                     |
| 101                     | Kristýna Burlová (CZE)  | AB                      |
| 102                     | Katrijn De Clercq (BEL) | 40e                     |
| 103                     | Mieke Docx (BEL)        | 41e                     |
| 104                     | Eefje Brandt (BEL)      | AB                      |
| 105                     | Ines Van de Paar (BEL)  | AB                      |
| 106                     | Sterre Vervloet (BEL)   | 52e                     |

| Proximus-Alphamotorhomes ___ | Proximus-Alphamotorhomes ___ | Proximus-Alphamotorhomes ___ |
| ---------------------------- | ---------------------------- | ---------------------------- |
| Num                          | Coureuse                     | Pos                          |
| 111                          | Alicia Franck (BEL)          | 17e                          |
| 112                          | Jinse Peeters (BEL)          | AB                           |
| 113                          | Ilse Grit (NED)              | 48e                          |
| 114                          | Nienke Wasmus (NED)          | 44e                          |
| 115                          | Susanne Meistrok (NED)       | 55e                          |
| 116                          | Tessa Neefjes (NED)          | 43e                          |

| Australie AUS | Australie AUS            | Australie AUS |
| ------------- | ------------------------ | ------------- |
| Num           | Coureuse                 | Pos           |
| 121           | Lauren Perry             | AB            |
| 122           | Amber Pate               | 19e           |
| 123           | Sophie Edwards           | 31e           |
| 124           | Josie Talbot (route)     | 69e           |
| 125           | Alexandra Martin-Wallace | AB            |

| Belgique BEL | Belgique BEL      | Belgique BEL |
| ------------ | ----------------- | ------------ |
| Num          | Coureuse          | Pos          |
| 131          | Shari Bossuyt     | 2e           |
| 132          | Alana Castrique   | 28e          |
| 133          | Ellen Van Loy     | 61e          |
| 134          | Laura Verdonschot | 63e          |
| 135          | Suzanne Verhoeven | AB           |
| 136          | Jana Dobbelaere   | 68e          |

| Pologne POL | Pologne POL                      | Pologne POL |
| ----------- | -------------------------------- | ----------- |
| Num         | Coureuse                         | Pos         |
| 141         | Karolina Karasiewicz             | AB          |
| 142         | Dominika Włodarczyk              | 11e         |
| 143         | Kamilla Mrozowska                | AB          |
| 144         | Natalia Krzeslak                 | 29e         |
| 145         | Agnieszka Skalniak-Sójka (route) |             |
| 146         | Aurela Nerlo                     | AB          |

| Lviv Cycling Team LCW | Lviv Cycling Team LCW      | Lviv Cycling Team LCW |
| --------------------- | -------------------------- | --------------------- |
| Num                   | Coureuse                   | Pos                   |
| 151                   | Alicia Evans (NZL)         | 67e                   |
| 152                   | Karolina Perekitko (POL)   | 74e                   |
| 153                   | Olena Sharga (UKR)         | AB                    |
| 154                   | Ida Sten (FIN)             | AB                    |
| 155                   | Daryna Nahuliak (UKR)      | AB                    |
| 156                   | Anastasiya Plotsidym (UKR) | AB                    |

| Isorex NoAqua Ladies Cycling ___ | Isorex NoAqua Ladies Cycling ___ | Isorex NoAqua Ladies Cycling ___ |
| -------------------------------- | -------------------------------- | -------------------------------- |
| Num                              | Coureuse                         | Pos                              |
| 161                              | Marieke de Groot (NED)           | 45e                              |
| 162                              | Hanna Theys (BEL)                | AB                               |
| 163                              | Anne-Sofie Dooms (BEL)           | AB                               |
| 164                              | Cato Cassiers (BEL)              | 37e                              |
| 165                              | Kim van den Steen (BEL)          | AB                               |
| 166                              | Michelle Geoghegan (IRL)         | AB                               |

| S-Bikes Doltcini ___ | S-Bikes Doltcini ___        | S-Bikes Doltcini ___ |
| -------------------- | --------------------------- | -------------------- |
| Num                  | Coureuse                    | Pos                  |
| 171                  | Laura Vainionpää (FIN)      | 59e                  |
| 172                  | Febe Schokkaert (BEL)       | 36e                  |
| 173                  | Saartje Vandenbroucke (BEL) | 32e                  |
| 174                  | Dina Scavone (BEL)          | AB                   |
| 175                  | Jade Lenaers (BEL)          | AB                   |
| 176                  | Nathalie Verschelden (BEL)  | AB                   |

| Keukens Redant ___ | Keukens Redant ___          | Keukens Redant ___ |
| ------------------ | --------------------------- | ------------------ |
| Num                | Coureuse                    | Pos                |
| 181                | Quinty van de Guchte (NED)  | 51e                |
| 182                | Lensy Debboudt (BEL)        | AB                 |
| 183                | Georgie Howe (AUS) (chrono) | 30e                |
| 184                | Dana Rožlapa (LAT) (chrono) | 20e                |
| 185                | Julie Sap (BEL)             | 54e                |
| 186                | Femke van Goethem (BEL)     | 60e                |

| WV Schijndel ___ | WV Schijndel ___         | WV Schijndel ___ |
| ---------------- | ------------------------ | ---------------- |
| Num              | Coureuse                 | Pos              |
| 191              | Lente Boskamp (NED)      | 70e              |
| 192              | Lisa Van Helvoirt (NED)  | 62e              |
| 193              | Laura Molenaar (NED)     | 22e              |
| 194              | Rose Kloese (NED)        | 72e              |
| 195              | Scarlett Souren (NED)    | AB               |
| 196              | Cecilia van Zuthem (NED) | AB               |

| Bianchi Dama ___ | Bianchi Dama ___      | Bianchi Dama ___ |
| ---------------- | --------------------- | ---------------- |
| Num              | Coureuse              | Pos              |
| 201              | Alice McWilliam (GBR) | 66e              |
| 202              | Tamsin Miller (GBR)   | AB               |
| 203              | Alderney Baker (GBR)  | AB               |
| 204              | Natasha Reddy (GBR)   | AB               |
| 205              | Dannielle Khan (GBR)  | AB               |

| A.S.D. Women ___ | A.S.D. Women ___         | A.S.D. Women ___ |
| ---------------- | ------------------------ | ---------------- |
| Num              | Coureuse                 | Pos              |
| 211              | Gaia Tortolina (ITA)     | AB               |
| 213              | Femke Verstichelen (BEL) | AB               |
| 214              | Emma Pratt (AUS)         | AB               |
| 215              | Lucie Fityus (AUS)       | 71e              |